# Herzogtum Guise

Provinzen Frankreichs (1477). Die Grafschaft Guise im Norden der Champagne wird als Teil der Krondomäne gezeigt, da sie seinerzeit zwischen zwei Seitenzweigen des Hauses Anjou, Nebenlinien des Königshauses, streitig war.

Das Herzogtum Guise oder die Grafschaft Guise waren Herrschaften im Norden Frankreichs. Ursprünglich eine Seigneurie, wurde Guise 1417 für René von Anjou, den jüngeren Sohn von Ludwig II., Titularkönig von Neapel, zur Grafschaft erhoben. Um den Besitz gab es Auseinandersetzungen mit dem Haus Luxemburg (1425–1444), die zugunsten Anjous entschieden wurden.
1520 ging Guise an eine jüngere Linie des Hauses Lothringen, beginnend mit Claude de Lorraine, für den die Grafschaft 1528 zum Herzogtum erhoben wurde.
Der Titel erlosch 1688, Guise ging an Anna Henriette von Pfalz-Simmern, eine Urenkelin von Charles II. de Lorraine, duc de Mayenne (dessen Mutter den 5. Herzog von Guise geheiratet hatte), obwohl sie nicht die Primogenitur-Erbin war (das war der Herzog von Mantua und Montferrat). Der Herzogstitel wurde 1704 für sie und ihren Ehemann, Henri III. Jules de Bourbon, prince de Condé, neu verliehen.
Nach dem Aussterben der Familie Condé in männlicher Linie 1830, gingen Herzogtum und Titel an das Haus Orléans, Nachkommen von Annas Enkelin Louise Elisabeth de Bourbon-Condé und deren Tochter Louise Henriette de Bourbon-Conti, Herzogin von Orléans; der Titel wurde im 19. Jahrhundert als Höflichkeitstitel für Familienmitglieder benutzt, zuerst für die drei Söhne von Henri d’Orléans, duc d’Aumale, dann für Jean, den Sohn von Robert d’Orléans, duc de Chartres. Jean d’Orléans, duc de Guise wurde 1926 der orléanistische Prätendent für den französischen Thron.

## Herren von Guise (um 950–1417)

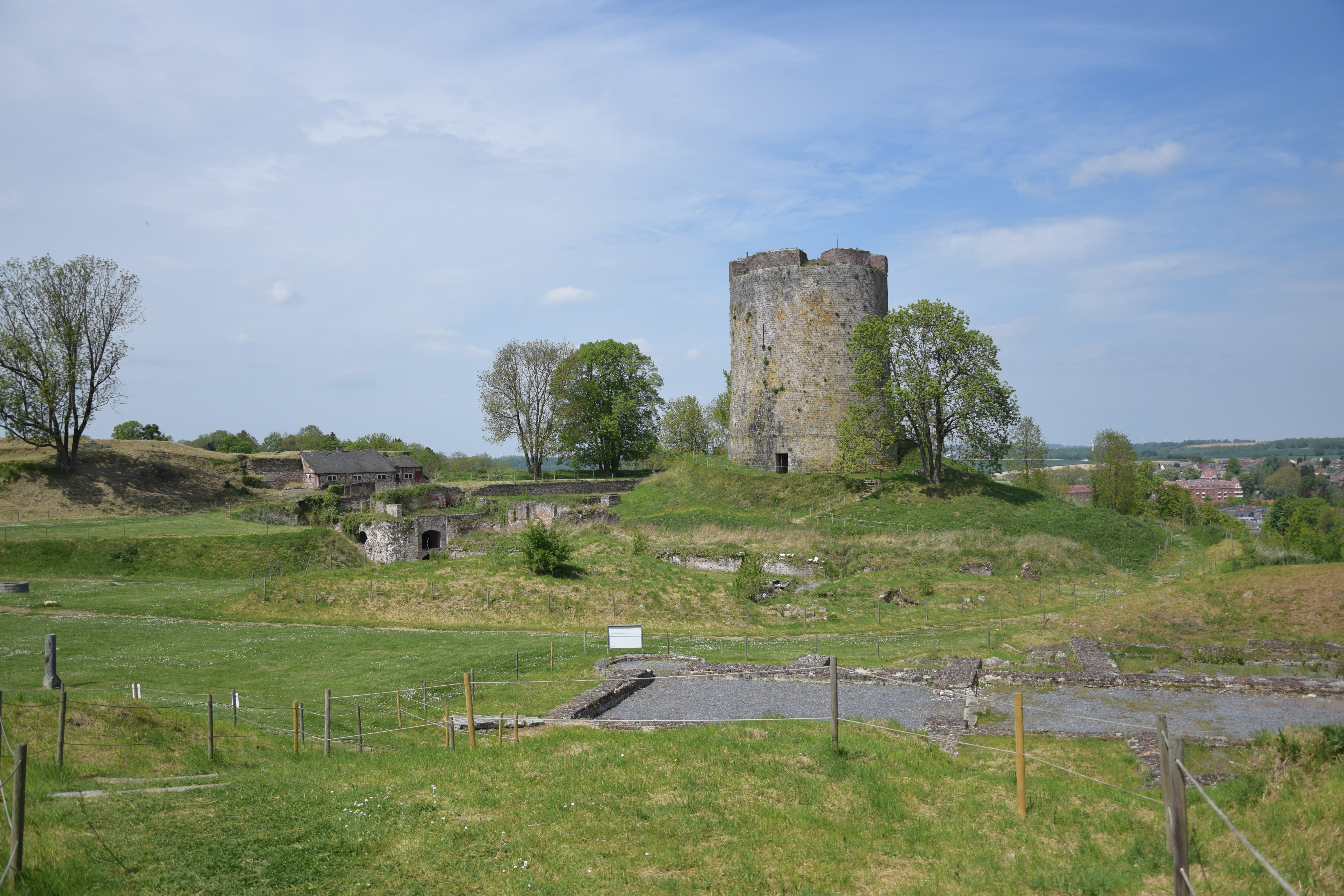
Château de Guise

Der Donjon von Guise wurde um 950 von Walter I., Graf von Amiens, Vexin und Valois, errichtet.

### Nicht erbliche Herren von Guise
Die Grafen von Valois gaben Guise nicht erblich an Kastellane. Darunter befinden sich:
- 1010: Rainer/René
- 1048: Burchard/Bouchard
- 1058: Walter I. (Gautier I.) de Guise, der erste erbliche Herr von Guise.

Es gab einen Walter von Vexin, Sohn von Rudolf III., Graf von Valois, der Guise von seinem Bruder Rudolf IV. erhielt. Man kann annehmen, dass beide Walter identisch sind, und dass Walter I. die Streitigkeiten um die Nachfolge Simon von Crépys nutzte, um Guise an seinen Sohn zu vererben.

### Erstes Haus Guise
- Godefroy de Guise, dessen Sohn, ⚭ Ada von Montdidier
- Guy de Guise (* um 1070, † 1141), dessen Sohne, ⚭ Adélaïde de Montmorency
- Bouchard II. de Guise, ab 1141, dessen Sohn, ⚭ Adélaïde de Soupir
- Adelvie de Guise, dessen Tochter, ⚭ Jacques, Herr von Avesnes

### Haus Avesnes
- Walter II. von Avesnes (Gautier II. d’Avesnes) († um 1244), deren Sohn, ⚭ Margarete Gräfin von Blois (Haus Blois)
- Maria von Avesnes († 1241), deren Tochter, ⚭ Hugo I. von Châtillon, Graf von Saint-Pol (* um 1196, † 1248).

### Haus Châtillon
- Hugo I. von Châtillon, Graf von Saint-Pol 1226–1248, Graf von Blois 1231–1248, ⚭ 1225 Maria von Avênes, Gräfin von Blois 1231–1241
- Johann I. von Châtillon († 28. Juni 1279) 1249 Graf von Blois, Chartres und Dunois, deren Sohn, ⚭ Alix von Bretagne (* 1243, † 1288)
- Johanna von Châtillon (Jeanne de Châtillon) († 19. Januar 1292), Gräfin von Blois, Chartres, Dunois, Alençon und Le Perche, Erbtochter von Johann I.; ⚭ 1272 Peter von Frankreich (* 1251 † 1283), Graf von Alençon und Valois
- Hugo II. von Châtillon (Hugues II. de Châtillon) († 1307) Graf von Saint-Pol, 1292 Graf von Blois und Dunois, Neffe Johanns I.; ⚭ 1287 Beatrix von Flandern
- Guido I. von Châtillon (Guy I. de Châtillon) († August 1342) Graf von Blois und Dunois, Sohn Hugos II.; ⚭ Marguerite de Valois (* 1295, † 1342)
- Karl von Blois (* 1319, † 1364), dessen Sohn, Herzog von Bretagne; ⚭ Johanna von Dreux, Gräfin von Penthièvre und Herzogin von Bretagne

1360 verheiratete er seine Tochter Maria mit Ludwig I., Herzog von Anjou, und gab ihr Guise als Mitgift.

### Jüngeres Haus Anjou
- Ludwig I., Herzog von Anjou (* 1339, † 1384), Graf von Maine, Titularkönig von Neapel, Sohn von Johann II. König von Frankreich; ⚭ Marie de Blois-Châtillon (* 1345 † 1404)
- Ludwig II., (* 1377 † 1417), dessen Sohn, ⚭ Yolande von Aragon

Ludwig II. gab Guise an seinen zweiten Sohn René, König Karl VII. machte Guise zur Grafschaft.

## Grafen von Guise (1417–1528)

### Jüngeres Haus Anjou
- René, (* 1409 † 1480); ⚭ Isabella von Lothringen

### Haus Luxemburg-Ligny
Die luxemburgischen Ansprüche stammen von Guy de Châtillon, dem älteren Bruder Hugos, Herr von Guise. Sie forderten, dass Guy anstelle Hugos Guise hätte erben müssen, und Guise nunmehr ihnen zustehe. Johann von Luxemburg ließ sich die Burg von Guise von den Engländern zusprechen und eroberte sie 1425.
- Johann II. von Luxemburg, Graf von Ligny († 1441), ⚭ Jeanne de Béthune († 1450) (Haus Béthune)
- Ludwig I. von Luxemburg, Graf von Ligny, Saint-Pol und Brienne, dessen Neffe.

### Jüngeres Haus Anjou
Karl von Anjou, Bruder Renés, beanspruchte 1440 Guise und heiratete 1443 Isabella von Luxemburg, Ludwigs Schwester. Schließlich sprach ihm König Karl VII. Guise zu, während die Nachkommen Renés die Grafschaft weiterhin für sich beanspruchten.
- Karl von Anjou, Graf von Maine, (* 1414, † 1473), ⚭ Isabella von Luxemburg
- Karl, (* 1436 † 1481), Herzog von Anjou, Graf von Maine, Graf von Provence, dessen Sohn; ⚭ Johanna von Lothringen

### Haus Armagnac
- Louis d’Armagnac, † 1503, Herzog von Nemours, dessen Neffe, Sohn von Jacques d’Armagnac, Graf von La Marche und Herzog von Nemours, und Louise d’Anjou
- Marguerite d’Armagnac, † 1503, 1503 5. Herzogin von Nemours, Gräfin von Guise, Tochter von Jacques d’Armagnac, 2. Duc de Nemours; ⚭ Pierre I. de Rohan, † 1513, Seigneur de Gié, du Vergier, de Ham, Comte de Marle, 1476 Marschall von Frankreich, 1485 Prince, Witwer von Francoise de Penhoet
- Charlotte d’Armagnac, † 1504, 1503 6. Herzogin von Nemours, Gräfin von Guise, Tochter von Jacques d'Armagnac, 2. Duc de Nemours; ⚭ Charles de Rohan, Seigneur de Gié etc., Sohn von Pierre de Rohan aus dessen Ehe mit Francoise de Penhoet

### Haus Rohan
- Charles de Rohan, † 1528, Sohn von Pierre de Rohan und Françoise de Penhoet, Seigneur de Gié, Graf von Guise bis 1526, seitdem Graf von Orbec; ⚭ Charlotte d’Armagnac, † 1504, Herzogin von Nemours und Gräfin von Guise, Schwester von Louis d’Armagnac und Marguerite d’Armagnac, keine Nachkommen aus dieser Ehe

### Haus Lothringen-Guise
René II. von Lothringen, Enkel von René I. von Anjou, versuchte ab 1480, dem Todesjahr seines Großvaters, seine Ansprüche auf Guise durchzusetzen. Er starb 1508 und vermachte seine gesamten französischen Besitzungen (und Ansprüche) seinem zweiten Sohn Claude. Dieser kämpfte mit König Franz I. in der Schlacht bei Marignano und ließ sich 1520 die Grafschaft Guise vom Parlement de Paris zusprechen.
- Claude de Lorraine, † 1550, dessen Sohn

## Herzöge von Guise (1528–1789)

### Haus Guise
König Franz. I. machte Guise 1528 zum Herzogtum und Pairie.
- Claude (1496–1550), 1. Herzog von Guise, 1. Herzog von Aumale; ⚭ Antoinette de Bourbon
- François (1519–1563), 2. Herzog von Guise, 2. Herzog von Aumale und Fürst von Joinville, genannt Le Balafré; ermordet; ⚭ Anna d’Este
- Henri I. (1550–1588), 3. Herzog von Guise; ermordet ⚭ Catherine de Clèves
- Charles (1571–1640), 4. Herzog von Guise, ⚭ Henriette Catherine de Joyeuse
- Henri II. (1614–1664), Erzbischof von Reims, 5. Herzog von Guise, ⚭ Honorine de Glymes († 1679)
- Louis Joseph (1650–1671), dessen Neffe, Sohn von Louis de Lorraine, Herzog von Joyeuse, und Marie Françoise de Valois, Herzogin von Angoulême; ⚭ Elisabeth d’Orléans, Tochter von Jean-Baptiste Gaston de Bourbon, Herzog von Orléans
- François Joseph (1670–1675), dessen Sohn
- Marie (1615–1688), Tochter von Charles

Das Herzogtum Guise fiel an die Familie Bourbon-Condé (gemäß Testament vom 6. Februar 1686, Urteil der Grand’Chambre des Pariser Parlements vom 26. April 1689 und Teilungsvertrag der Erbinnen).

### Haus Condé
- Henri III. Jules de Bourbon, prince de Condé (1643–1709)
- Louis III. de Bourbon, prince de Condé (1668–1710)
- Louis IV. Henri de Bourbon, prince de Condé (1692–1740)
- Louis V. Joseph de Bourbon, prince de Condé (1736–1818)
- Louis VI. Henri Joseph de Bourbon, prince de Condé (1756–1830)

Mit dem Tod von Louis VI. ging der Titel an König Louis Philippe.

### Haus Orléans
- Henri Léopold Philippe Marie d’Orléans (1847–1847), Enkel von Louis-Philippe

### Höflichkeitstitel
- François Paul d’Orléans (1852–1852), dessen Bruder
- François Louis d’Orléans (1854–1872), dessen Bruder
- Jean d’Orléans, duc de Guise (1874–1940), dessen Vetter